# Olympische Winterspiele 1988/Eiskunstlauf – Eistanz
Der Eistanz im Eiskunstlauf bei den Olympischen Winterspielen 1988 in Calgary bestand aus dem Pflichttanz, der am 21. Februar 1988 stattfand und zu 30 % zählte, dem Originaltanz am 22. Februar 1988, welcher zu 20 % zählte und der Kür am 23. Februar 1988, die zu 50 % zählte. Austragungsort war die Olympics Saddledome. Am Start waren 40 Teilnehmer aus 14 Ländern.
Olympiasieger wurden Natalja Bestemjanowa und Andrej Bukin aus der Sowjetunion. Die Silbermedaille sicherten sich Marina Klimowa und Sergej Ponomarenko, ebenfalls aus der Sowjetunion, vor Tracy Wilson und Rob McCall aus Kanada, die die Bronzemedaille gewannen. 

## Ergebnis
| Rang | Athleten                            | Nation             | Pflichttanz | Originaltanz | Kür  | Gesamt |
| ---- | ----------------------------------- | ------------------ | ----------- | ------------ | ---- | ------ |
| 1    | Natalja Bestemjanowa Andrei Bukin   | Sowjetunion        | 0,6         | 0,4          | 1,0  | 2,0    |
| 2    | Marina Klimowa Sergei Ponomarenko   | Sowjetunion        | 1,2         | 0,8          | 2,0  | 4,0    |
| 3    | Tracy Wilson Rob McCall             | Kanada             | 1,8         | 1,2          | 3,0  | 6,0    |
| 4    | Natalja Annenko Genrich Sretenski   | Sowjetunion        | 2,4         | 1,6          | 4,0  | 8,0    |
| 5    | Kathrin Beck Christoff Beck         | Österreich         | 3,0         | 2,0          | 5,0  | 10,0   |
| 6    | Suzanne Semanick Scott Gregory      | Vereinigte Staaten | 3,6         | 2,4          | 6,0  | 12,0   |
| 7    | Klára Engi Attila Tóth              | Ungarn             | 4,2         | 2,8          | 7,0  | 14,0   |
| 8    | Isabelle Duchesnay Paul Duchesnay   | Frankreich         | 4,8         | 3,2          | 8,0  | 16,0   |
| 9    | Antonia Becherer Ferdinand Becherer | BR Deutschland     | 5,4         | 3,6          | 9,0  | 18,0   |
| 10   | Lia Trovati Roberto Pelizzola       | Italien            | 6,0         | 4,0          | 10,0 | 20,0   |
| 11   | Susie Wynne Joseph Druar            | Vereinigte Staaten | 6,6         | 4,4          | 11,0 | 22,0   |
| 12   | Karyn Garossino Rod Garossino       | Kanada             | 7,2         | 4,8          | 12,0 | 24,0   |
| 13   | Sharon Jones Paul Askham            | Großbritannien     | 7,8         | 5,2          | 13,0 | 26,0   |
| 14   | Corinne Paliard Didier Courtois     | Frankreich         | 9,0         | 5,6          | 14,0 | 28,6   |
| 15   | Viera Řeháková Ivan Havránek        | Tschechoslowakei   | 8,4         | 6,0          | 15,0 | 29,4   |
| 16   | Melanie Cole Michael Farrington     | Kanada             | 9,6         | 6,4          | 16,0 | 32,0   |
| 17   | Honorata Górna Andrzej Dostatni     | Polen              | 10,2        | 6,8          | 17,0 | 34,0   |
| 18   | Tomoko Tanaka Hiroyuki Suzuki       | Japan              | 10,8        | 7,2          | 18,0 | 36,0   |
| 19   | Liu Luyang Zhao Xiaolei             | China              | 11,4        | 7,6          | 19,0 | 38,0   |
| 20   | Monica MacDonald Rodney Clarke      | Australien         | 12,0        | 8,0          | 20,0 | 40,0   |